# Belichting (puzzel)

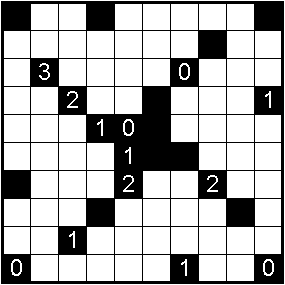
Voorbeeldopgave

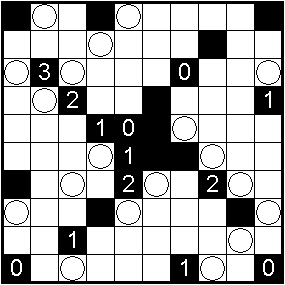
oplossing

Belichting (Japans 美術館 bijutsukan, Duits: Beleuchtung, Engels: Light Up) is een logische puzzel die in 2001 voor het eerst werd gepubliceerd door het Japanse tijdschrift Nikoli. Nikoli was het eerste tijdschrift dat gelijksoortige spellen als Sudoku of Kakuro publiceerde en hielp daarmee om een wereldwijde doorbraak te bereiken. Het spel vertoont structurele gelijkenis met het Windows-computerspel Mijnenveger.

## Spelregels
Belichting wordt gespeeld op een vierkant diagram. In de opgave zijn staan zwarte en witte vakjes. De zwarte vierkanten zijn gemarkeerd met cijfers van 0 tot 4. Op de witte vakjes moeten lampen worden geplaatst zodat voldaan wordt aan de volgende regels:
- De cijfers op de zwarte vakjes geven aan hoeveel lampen er op de witte vierkanten staan die dit zwarte vierkant via een rand begrenzen (maximaal 4).
- Elk wit vakje moet worden verlicht door ten minste één lamp. Een lamp schijnt horizontaal en verticaal tot aan een zwart veld of de rand van het speelveld.
- Lampen mogen elkaar niet verlichten.